# Tadao Ōnishi
Tadao Ōnishi (jap. 大西 忠生 Ōnishi Tadao; ur. 18 kwietnia 1943, zm. 29 czerwca 2006) – japoński piłkarz, reprezentant kraju.

## Kariera klubowa
Od 1967 do 1974 roku występował w klubie Mitsubishi Motors.

## Kariera reprezentacyjna
W reprezentacji Japonii zadebiutował w 1969.

## Statystyki
| Reprezentacja Japonii | Reprezentacja Japonii | Reprezentacja Japonii |
| Rok                   | Mecze                 | Gole                  |
| --------------------- | --------------------- | --------------------- |
| 1969                  | 1                     | 0                     |
| Razem                 | 1                     | 0                     |